# Thrixspermum acuminatissimum
Thrixspermum acuminatissimum là một loài thực vật có hoa trong họ Lan. Loài này được (Blume) Rchb.f. miêu tả khoa học đầu tiên năm 1868.